# دان بيترسون (سياسي)
دان بيترسون هو سياسي كندي، ولد في 31 أغسطس 1940 في إدمونتون في كندا. نشط حزبياً في British Columbia Social Credit Party ‏.